# Campionato Riserve 1934-1935
Il Campionato Riserve 1934-1935 fu la quindicesima edizione del campionato italiano di calcio delle riserve. Vi presero parte 27 compagini suddivise in tre campionati regionali gestiti dai direttori di Zona. 
Il girone A fu gestito dal Direttorio I Zona (Piemonte), il girone B fu gestito dal Direttorio II Zona (Lombardia), il girone C fu gestito dal Direttorio VIII Zona (Toscana). 
Le seconde squadre non ammesse disputarono i campionati di zona di Seconda e Terza Divisione. Dato l'alto numero di squadre lombarde iscritte il girone lombardo fu suddiviso in due. 
Fu dunque strutturata su quattro gironi (uno piemontese, due lombardi e uno toscano), con le vincitrici di ogni raggruppamento a contendersi il titolo in un girone finale.

## Lombardia - girone A
|  | Pos. | Squadra          | Pt | G  | V | N | P | GF | GS | DR |
|  | ---- | ---------------- | -- | -- | - | - | - | -- | -- | -- |
|  | 1.   | Ambrosiana-Inter | ?  | 10 | ? | ? | ? | ?  | ?  | ?  |
|  | 2.   | Sconosciuta      | ?  | 10 | ? | ? | ? | ?  | ?  | ?  |
|  | 3.   | Sconosciuta      | ?  | 10 | ? | ? | ? | ?  | ?  | ?  |
|  | 4.   | Sconosciuta      | ?  | 10 | ? | ? | ? | ?  | ?  | ?  |
|  | 5.   | Sconosciuta      | ?  | 10 | ? | ? | ? | ?  | ?  | ?  |
|  | 6.   | Sconosciuta      | ?  | 10 | ? | ? | ? | ?  | ?  | ?  |

Legenda:
      Ammesso alle finali.
Note:
Due punti a vittoria, uno a pareggio, zero a sconfitta.

### Risultati

#### Tabellone
|            | AMB  | ATA  | BRE  | CRE  | FAN  | MAN  |
| ---------- | ---- | ---- | ---- | ---- | ---- | ---- |
| Ambrosiana | –––– | -    | -    | -    | -    | -    |
| Atalanta   | -    | –––– | -    | -    | -    | -    |
| Brescia    | -    | -    | –––– | -    | -    | -    |
| Cremonese  | -    | -    | -    | –––– | -    | -    |
| Fanfulla   | -    | -    | -    | -    | –––– | -    |
| Mantova    | -    | -    | -    | -    | -    | –––– |

## Lombardia - girone B
|  | Pos. | Squadra     | Pt | G  | V | N | P | GF | GS | DR |
|  | ---- | ----------- | -- | -- | - | - | - | -- | -- | -- |
|  | 1.   | Seregno     | ?  | 12 | ? | ? | ? | ?  | ?  | ?  |
|  | 2.   | Sconosciuta | ?  | 12 | ? | ? | ? | ?  | ?  | ?  |
|  | 3.   | Sconosciuta | ?  | 12 | ? | ? | ? | ?  | ?  | ?  |
|  | 3.   | Sconosciuta | ?  | 12 | ? | ? | ? | ?  | ?  | ?  |
|  | 5.   | Sconosciuta | ?  | 12 | ? | ? | ? | ?  | ?  | ?  |
|  | 6.   | Sconosciuta | ?  | 12 | ? | ? | ? | ?  | ?  | ?  |
|  | 7.   | Sconosciuta | ?  | 12 | ? | ? | ? | ?  | ?  | ?  |

Legenda:
      Ammesso alle finali.
Note:
Due punti a vittoria, uno a pareggio, zero a sconfitta.

### Risultati

#### Tabellone
|            | COM  | FAL  | MIL  | PAV  | PPA  | SER  | VIG  |
| ---------- | ---- | ---- | ---- | ---- | ---- | ---- | ---- |
| Comense    | –––– | -    | -    | -    | -    | -    | -    |
| Falck      | -    | –––– | -    | -    | -    | -    | -    |
| Milan      | -    | -    | –––– | -    | -    | -    | -    |
| Pavia      | -    | -    | -    | –––– | -    | -    | -    |
| Pro Patria | -    | -    | -    | -    | –––– | -    | -    |
| Seregno    | -    | -    | -    | -    | -    | –––– | -    |
| Vigevanesi | -    | -    | -    | -    | -    | -    | –––– |

## Toscana
|  | Pos. | Squadra     | Pt | G  | V | N | P | GF | GS | DR |
|  | ---- | ----------- | -- | -- | - | - | - | -- | -- | -- |
|  | 1.   | Fiorentina  | ?  | 12 | ? | ? | ? | ?  | ?  | ?  |
|  | 2.   | Sconosciuta | ?  | 12 | ? | ? | ? | ?  | ?  | ?  |
|  | 3.   | Sconosciuta | ?  | 12 | ? | ? | ? | ?  | ?  | ?  |
|  | 4.   | Sconosciuta | ?  | 12 | ? | ? | ? | ?  | ?  | ?  |
|  | 5.   | Sconosciuta | ?  | 12 | ? | ? | ? | ?  | ?  | ?  |
|  | 6.   | Sconosciuta | ?  | 12 | ? | ? | ? | ?  | ?  | ?  |
|  | 7.   | Sconosciuta | ?  | 12 | ? | ? | ? | ?  | ?  | ?  |

Legenda:
      Ammesso alle finali.
Note:
Due punti a vittoria, uno a pareggio, zero a sconfitta.

### Risultati

#### Tabellone
|            | FIO  | LIV  | LUC  | PIS  | PIT  | SPE  | VIA  |
| ---------- | ---- | ---- | ---- | ---- | ---- | ---- | ---- |
| Fiorentina | –––– | 1-0  | -    | 2-0  | -    | -    | -    |
| Livorno    | 0-3  | –––– | -    | 2-1  | -    | 2-1  | -    |
| Lucchese   | -    | 0-2  | –––– | -    | 0-1  | -    | -    |
| Pisa       | -    | 0-1  | -    | –––– | -    | 1-2  | -    |
| Pistoiese  | 1-0  | 4-0  | -    | 0-0  | –––– | -    | 1-0  |
| Spezia     | -    | -    | 1-0  | 2-0  | -    | –––– | -    |
| Viareggio  | -    | 0-3  | 2-0  | -    | 1-0  | 4-1  | –––– |

## Piemonte
|  | Pos. | Squadra      | Pt | G  | V | N | P | GF | GS | DR |
|  | ---- | ------------ | -- | -- | - | - | - | -- | -- | -- |
|  | 1.   | Pro Vercelli | ?  | 12 | ? | ? | ? | ?  | ?  | ?  |
|  | 2.   | Sconosciuta  | ?  | 12 | ? | ? | ? | ?  | ?  | ?  |
|  | 3.   | Sconosciuta  | ?  | 12 | ? | ? | ? | ?  | ?  | ?  |
|  | 4.   | Sconosciuta  | ?  | 12 | ? | ? | ? | ?  | ?  | ?  |
|  | 5.   | Sconosciuta  | ?  | 12 | ? | ? | ? | ?  | ?  | ?  |
|  | 6.   | Sconosciuta  | ?  | 12 | ? | ? | ? | ?  | ?  | ?  |
|  | 7.   | Sconosciuta  | ?  | 12 | ? | ? | ? | ?  | ?  | ?  |

Legenda:
      Ammesso alle finali.
Note:
Due punti a vittoria, uno a pareggio, zero a sconfitta.

### Risultati

#### Tabellone
|              | ALE  | CAS  | DER  | JUV  | NOV  | PVE  | TOR  |
| ------------ | ---- | ---- | ---- | ---- | ---- | ---- | ---- |
| Alessandria  | –––– | -    | -    | -    | -    | -    | -    |
| Casale       | -    | –––– | -    | -    | -    | -    | -    |
| Derthona     | -    | -    | –––– | -    | -    | -    | -    |
| Juventus     | -    | -    | -    | –––– | -    | -    | -    |
| Novara       | -    | -    | -    | -    | –––– | -    | -    |
| Pro Vercelli | -    | -    | -    | -    | -    | –––– | -    |
| Torino       | -    | -    | -    | -    | -    | -    | –––– |

## Girone finale

### Classifica finale
|  | Pos. | Squadra          | Pt | G | V | N | P | GF | GS | DR |
|  | ---- | ---------------- | -- | - | - | - | - | -- | -- | -- |
|  | 1.   | Fiorentina       | 6  | 4 | 3 | 0 | 1 | 8  | 5  | +3 |
|  | 2.   | Ambrosiana-Inter | 4  | 4 | 1 | 2 | 1 | 7  | 8  | -1 |
|  | 3.   | Pro Vercelli     | 2  | 4 | 0 | 2 | 2 | 2  | 4  | -2 |

Legenda:
      Campione d'Italia Riserve.
Note:
Tre punti a vittoria, uno a pareggio, zero a sconfitta.
Il Seregno si ritirò dalle finali prima della compilazione del calendario.

### Risultati

#### Tabellone
|                  | AMB  | FIO  | PVE  |
| ---------------- | ---- | ---- | ---- |
| Ambrosiana-Inter | –––– | 4-3  | 1-1  |
| Fiorentina       | 3-1  | –––– | 1-0  |
| Pro Vercelli     | 1-1  | 0-1  | –––– |

#### Calendario
| Andata (1ª) | Andata (1ª)          | Prima giornata        | Ritorno (4ª) | Ritorno (4ª) |
|             |                      |                       |              |              |
| 28 apr.     | 4-3                  | Ambrosiana-Fiorentina | 1-3          | 19 mag.      |
| 28 apr.     | Riposa: Pro Vercelli |                       |              | 19 mag.      |

| Andata (2ª) | Andata (2ª)        | Seconda giornata        | Ritorno (5ª) | Ritorno (5ª) |
|             |                    |                         |              |              |
| 5 mag.      | 1-0                | Fiorentina-Pro Vercelli | 1-0          | 26 mag.      |
| 5 mag.      | Riposa: Ambrosiana |                         |              | 26 mag.      |

| \| Andata (3ª) \| Andata (3ª) \| Terza giornata \| Ritorno (6ª) \| Ritorno (6ª) \| \| \| \| \| \| \| \| 12 mag. \| 1-1 \| Pro Vercelli-Ambrosiana \| 1-1 \| 2 giu. \| \| 12 mag. \| Riposa: Fiorentina \| \| \| 2 giu. \| |                    |                         |              |              |
| Andata (3ª) | Andata (3ª)        | Terza giornata          | Ritorno (6ª) | Ritorno (6ª) |
| |                    |                         |              |              |
| 12 mag. | 1-1                | Pro Vercelli-Ambrosiana | 1-1          | 2 giu.       |
| 12 mag. | Riposa: Fiorentina |                         |              | 2 giu.       |

### Giornali
- Il Littoriale, quotidiano sportivo consultabile presso l'Emeroteca del CONI e la Biblioteca Nazionale Centrale di Firenze.
- Gazzetta dello Sport, stagione 1934-1935, consultabile presso le Biblioteche:
  - Biblioteca Civica di Torino;
  - Biblioteca Nazionale Braidense di Milano,
  - Biblioteca Civica Berio di Genova,
  - Biblioteca Nazionale Centrale di Firenze,
  - Biblioteca Nazionale Centrale di Roma.